# Cecile Boeraeve-Derycke
Marie Cécile Christiana Cornelia Boeraeve-Derycke  (Poperinge, 27 januari 1928 - aldaar, 21 juli 2018) was een Belgisch bestuurder en politica voor de CVP. 

## Levensloop
Cecile Derycke, echtgenote Boeraeve, was beroepshalve actief in landbouwmiddens. Zij was lid van het Nationaal Bureau van het Katholiek Vormingswerk van Landelijke Vrouwen (KVLV), voorzitter van de Commissie Vrouwen van het Comité van Landbouworganisaties (COPA) binnen de Europese Unie en ondervoorzitter van het Europees Centrum voor Promotie en Opleiding in Landbouwmiddens. 
Van 1977 tot 2000 was ze voor de CVP gemeenteraadslid van Poperinge. Ook werd ze in 1977 verkozen tot lid van de Kamer van volksvertegenwoordigers voor het arrondissement Ieper, een mandaat dat ze uitoefende tot december 1978 en opnieuw van november 1981 tot december 1987. In de periode mei 1977 tot december 1978 zetelde ze als gevolg van het toen bestaande dubbelmandaat ook in de Cultuurraad voor de Nederlandse Cultuurgemeenschap en van november 1981 tot december 1987 was ze lid van de Vlaamse Raad.
In december 1991 werd ze door de jury van Vrouw in Europa als Belgische laureate gekozen.